# Rassa (torrente)
Il Rassa (in sloveno Raša, in passato Rascha) è un torrente della Slovenia sud-occidentale che nasce nei pressi di Villabassa di Senosècchia.

Il torrente Rassa, assieme al Timavo superiore (Reka) e al torrente Rosandra, costituisce l'unica idrografia (acque superficiali) a contatto diretto col Carso.
 Esso fluisce, in una valle molto stretta e incisa dai 150 ai 200 m di profondità, lungo la linea tettonica al contatto col flysh, al margine nord-est dell'altopiano; per le perdite del torrente Rassa (a volte totali) che ha il letto nei calcari per tutto il suo tratto superiore, è stata
accertata la comunicazione con le risorgenze del Timavo.
Il torrente tra le località di Koboli e Kodreti sbocca nel Branica, a sua volta affluente di sinistra del fiume Vipacco; i corsi d'acqua appena elencati costituiscono il limite settentrionale dell'altopiano carsico.